# Ulrike Grässler
Ulrike Grässler, född 17 maj 1987 i Eilenburg i Nordsachsen i Östtyskland, är en tysk backhoppare som tävlat internationellt sedan 2003. Hon representerar skidföreningen VSC Klingenthal.

## Karriär
Ulrike Grässler startade sin internationella backhoppningskarriär i en FIS-tävling i Villach i Österrike 18 januari 2003. Då Blev hon nummer åtta i en tävling som vanns av Daniela Iraschko från Österrike. Hon blev nummer två i en juniortävling i Planica i Slovenien (efter Anette Sagen från Norge) en dryg vecka senare.
Grässler startade i Kontinentalcupen i backhoppning i första säsongen den arrangerades (2004/2005). (På damsidan var kontinentalcupen backhoppningens högst rankade säsongsomfattande tävling då det inte fanns någon officiell världscup för damer. Säsongen 2011/2012 fick även damerna en världscup.) Grässlers första deltävling i kontinentalcupen var i Park City i Utah i USA på plastunderlag 23 juli 2004. Hon har startad 7 säsonger i kontinentalcupen och har 15 segrar i cupens deltävlingar. (7 av segrarna har kommit på plastunderlag). Hennes bästa sammanlagtplacering i kontinentalcupen är två andraplatser i säsongerna 2006/2007 (efter Anette Sagen) och 2009/2010 (efter Daniela Iraschko). Hon blev nummer tre sammanlagt i kontinentalcupen 2008/2009 (efter Anette Sagen och Daniela Iraschko). Ulrike Grässler har vunnit sommarsäsongen i kontinentalcupen två gånger, 2008 och 2009. 
Ulrike Grässler deltog i Skid-VM 2009 i Liberec i Tjeckien. 2009 var året då backhoppning för damer debuterade i världsmästerskapssammanhang. Den historiska backhoppstävlingen för damer gick av stapeln i normalbacken 20 februari 2009. Tävlingen blev jämn och spännande. Grässler lyckades vinna silvermedaljen i premiärtävlingen för kvinnliga backhoppare, 4,0 poäng efter Lindsay Van från USA som därmed vann den första guldmedaljen i backhoppning för damer i ett Skid-VM. Anette Sagen vann bronsmedaljen, endast 0,5 poäng efter Grässler.
Under Skid-VM 2011 i Holmenkollen i Oslo slutade Ulrike Grässler på en 19:e plats i normalbacken (Midtstubacken). Hon var 60,3 poäng efter segrande Daniela Iraschko. 
Grässler blev tysk mästare i backhoppning i Garmisch-Partenkirchen 2009. Hon har tre silvermedaljer från tyska mästerskap, 2006, 2007 och 2010. Under European Youth Olympic Festival 2003 i Bled i Slovenien, vann Grässler en silvermedalj (efter Anette Sagen).
Ulrike Grässler tränas i VSC Klingenthal av tidigare backhopparna och nuvarande backhoppstränarna Henry Glass och Heinz Wosipiwo.